# 下宗岡
下宗岡（しもむねおか）は、埼玉県志木市の町名。現行行政地名は下宗岡一丁目から四丁目。郵便番号353-0003。

## 地理
志木市の南東部に位置する。南側には新河岸川が流れる。宅地化が急速に進んでいる。さいたま市方面へ向かう秋ヶ瀬橋の西詰にあたる。

## 歴史

### 沿革
- 1973年（昭和48年）11月1日 - 住居表示の実施により[5]、大字宗岡から上宗岡、中宗岡、下宗岡が成立[4]。

## 世帯数と人口
2017年（平成29年）9月30日現在の世帯数と人口は以下の通りである。
| 丁目         | 世帯数    | 人口    |
| ------------ | --------- | ------- |
| 下宗岡一丁目 | 364世帯   | 828人   |
| 下宗岡二丁目 | 789世帯   | 1,877人 |
| 下宗岡三丁目 | 468世帯   | 1,084人 |
| 下宗岡四丁目 | 707世帯   | 1,745人 |
| 計           | 2,328世帯 | 5,534人 |

## 小・中学校の学区
市立小・中学校に通う場合、学区は以下の通りとなる。
| 丁目         | 番地 | 小学校                 | 中学校                 |
| ------------ | ---- | ---------------------- | ---------------------- |
| 下宗岡一丁目 | 全域 | 志木市立宗岡第三小学校 | 志木市立宗岡第二中学校 |
| 下宗岡二丁目 | 全域 | 志木市立宗岡第三小学校 | 志木市立宗岡第二中学校 |
| 下宗岡三丁目 | 全域 | 志木市立宗岡第三小学校 | 志木市立宗岡第二中学校 |
| 下宗岡四丁目 | 全域 | 志木市立宗岡第三小学校 | 志木市立宗岡第二中学校 |

## 道路
- 埼玉県道40号さいたま東村山線
- 埼玉県道79号朝霞蕨線
- 宮戸橋通り
- 国道254号和光富士見バイパス（建設中）

## 施設
1丁目
- 志木市立宗岡第三小学校
- 朝霞水路沈殿池
- 志木キリスト教会

2丁目
- 樋之詰児童公園

3丁目
- 大日堂
- 稲荷神社下三在稲荷

4丁目
- 志木市立宗岡第二中学校